# Радиотелецентр РТРС в Республике Мордовия
Радиотелевизионный передающий центр Республики Мордовия (филиал РТРС «РТПЦ Республики Мордовия») — подразделение Российской телевизионной и радиовещательной сети, основной оператор эфирного цифрового и аналогового телевизионного и радиовещания в Республике Мордовия, исполнитель мероприятий по строительству цифровой эфирной телесети в Республике Мордовия в соответствии с федеральной целевой программой «Развитие телерадиовещания в Российской Федерации на 2009—2018 годы».
Радиотелецентр Республики Мордовия РТРС обеспечивает 99,89 % жителей республики 20-ю обязательными общедоступными телеканалами и 3 радиоканалами в стандарте DVB-T2, входящими в состав первого и второго мультиплексов цифрового эфирного телевидения, способствует развитию мобильной связи. Эфирную трансляцию в регионе обеспечивают 37 радиотелевизионных станций.
До перехода на цифровое эфирное телевидение в Республике Мордовия можно было принимать в среднем пять аналоговых программ.

## История
Идея установить первую телевизионную антенну в Мордовии появилась в конце 1953 года в радиоклубе ДОСААФ, который объединял десятки радиолюбителей. Они принимали участие во всесоюзных радиоперекличках и соревнованиях, конструировали сложные приёмо-передающие устройства.
Уже в середине марта 1954 года при региональном комитете ДОСААФ была создана специальная организационная группа по строительству любительского центра в Саранске. В эту группу входили Г. Д. Терентьев, П. И. Никулин, Б. И. Алещугин и С. А. Лапота, врач-рентгенолог детской республиканской больницы А. А. Неунылов, работник городского узла связи Н. С. Соколов, а также энтузиасты А. Щекочихин, В. Конарев, Л. Феррари, В. Голиков.
Летом 1954 года активисты поделились идеей со специалистами в Москве, Ленинграде и Горьком и переняли их опыт в строительстве и монтаже АМС. Там же были приобретены необходимые детали и узлы для будущего любительского телецентра. На заводе электрики, механическом и ремонтном готовились отдельные части для мачты антенны, нужные узлы и блоки.
Активисты радиоклуба поначалу вели свою деятельность за свой счет. Но, уже в августе 1954 года газета «Правда» в передовой статье «Массовое патриотическое общество» писала, что «…в Харькове, Горьком, Томске, Свердловске радиолюбители при помощи местных организаций построили учебные телевизионные центры. Подготавливаются к вступлению в строй учебные телевизионные центры в Новосибирске, Риге, Саранске и Таллине». Так образовалось государственное предприятие связи «Мордовский республиканский радиотелевизионный передающий центр».
Саранск стал одним из первых городов в СССР, где была установлена телевизионная антенна. Одним из самых известных активистов стал С. А. Левков. Он был главным инженером института «Мордовпроект».
23 февраля 1956 года на пока еще немногочисленных экранах телевизоров Саранска, Рузаевки, Ромоданово впервые появилось изображение. В тот день людям показали выступление Краснознаменного ансамбля песни и пляски Советской Армии имени А. В. Александрова.
О Любительском телецентре, который находился в двух небольших комнатах по адресу 11а на улице Большевистской, было хорошо известно всем жителям не только города Саранска, но и всей республики. В нем располагались радиостудия и городской трансляционный узел. После премьерного показа первых телепередач туда стали водить экскурсии.
В 1958 году было принято запустить строительство мощного государственного ретранслятора для распространения программы Центрального телевидения на западной окраине Саранска.
Строительство продвигалось достаточно быстро, и уже через два года в городе появилась 180-метровая мачта, благодаря которой телесигнал и радиосигнал транслировались в радиусе ста километров.
Сентябрь 1961 года ознаменовался принятием телецентра в эксплуатацию. Активисты любительского телецентра, инженеры В. Е. Голубцов и Ю. В. Глушков произвели настройку аппаратуры. Работы были выполнены в кратчайшие сроки, в течение месяца.
7 октября 1961стало памятным вечером для жителей города Саранска, тогда ровно в 18:00 на телеэкранах появилось панорамное изображение города с высокой чёрно-белой мачтой и надписью «Показывает Саранск».
10 октября 1961 был подписан акт о вводе в эксплуатацию радиотелевизионного передающего центра Саранска Республики Мордовия.
С 1961 по 1967 годы количество телевизоров у жителей Мордовии увеличилось в 125 раз — с 276 до 34 600.
В 1967 году были построены Атюрьевский, Краснослободский и Старошайговский ретрансляторы и радиорелейная линия Саранск — Атюрьево. Жители Мордовии получили возможность принимать Первую программу Центрального телевидения и радиопрограмму.
В 1971 году появился ретранслятор в Ардатове. Там же в 1974 году был введен в эксплуатацию передатчик «Якорь» для трансляции местной телевизионной программы.
В 1977 году появился дополнительный телевизионный ствол радиорелейной линии Вечкусы — Саранск для подачи на Саранский телецентр третьей и четвертой телевизионных программ из Москвы.
С 1984 по 1993 годы в эксплуатацию вводились следующие ретрансляторы: в Умете (1993), в Ельниках (1995), в Инсаре и Теньгушево (1986), в Ширингушах (1987), в Выше (1988), в Ковылкино (1989), в Сабаево (1991), в Больших Березниках (1992), в Рузаевке (1993).

## Деятельность
В 2001 году радиотелецентр Республики Мордовии вошел в состав РТРС на правах филиала.
В 2003 году в состав филиала РТРС «РТПЦ Республики Мордовия» был включен Радиоцентр № 9 в Ковылкино.
С 2011 по 2018 годы в Республике Мордовия была создана сеть цифрового эфирного телерадиовещания из 37 передающих станций в соответствии с федеральной целевой программой «Развитие телерадиовещания в Российской Федерации на 2009—2018 годы».
Цифровые программы стали доступны для 99,89 % населения региона. Все телеканалы доступны в цифровом формате со стереозвуком.
В марте 2014 года РТРС начал тестировать трансляцию первого мультиплекса (10 каналов) со станций в Саранске и еще четырех населенных пунктах.
В мае 2014 года РТРС открыл в Саранске консультационный центр поддержки зрителей цифрового эфирного телевидения.
7 мая 2014 года РТРС запустил трансляцию первого и второго мультиплексов в Саранске. В запуске принимали участие глава региона Владимир Волков и директор филиала Алексей Полозов.
22 августа 2016 года РТРС и правительство Республики Мордовия подписали соглашение о сотрудничестве в области развития телевидения и радиовещания в регионе.
8 ноября 2017 года РТРС произошло включение программ ГТРК «Мордовия» в эфир каналов первого мультиплекса «Россия 1» и «Россия 24». Мачта Саранска была оснащена архитектурно-художественной подсветкой к торжественному открытию чемпионата мира по футболу.
28 декабря 2017 года филиал начал постоянную трансляцию первого мультиплекса.
4 июня 2018 глава Республики Владимир Волков и генеральный директор РТРС Андрей Романченко включили архитектурно-художественную подсветку 180-метровой мачты в Саранске. Подсветка состоит из 2400 светодиодных лент. Мачту освещают более 75 тысяч светодиодов и 54 прожектора.
12 октября 2018 года состоялся торжественный ввод телесети в эксплуатацию.
23 ноября 2018 года в Республике Мордовия запустили второй мультиплекс. Более 800 тысяч человек (99,89 %) получили доступ к цифровому эфирному телевидению.
15 апреля 2019 года Республика Мордовия отключила аналоговое вещание федеральных телеканалов и завершила переход на «цифру».
29 ноября 2019 года РТРС начал цифровую трансляцию программ телеканала «Народное телевидение Мордовии» (НТМ) в сетке телеканала ОТР.

## Организация вещания
РТРС транслирует в Республике Мордовия 20 телеканалов и три радиостанции в цифровом формате, три телеканала в аналоговом формате и восемь радиостанций в аналоговом формате.
Инфраструктура эфирного телерадиовещания филиала РТРС в Республике Мордовия включает:
- радиотелецентр;
- производственное подразделение (цех);
- центр формирования мультиплексов;
- 36 передающих станций (РТС);
- 37 антенно-мачтовых сооружений (АМС)[32];
- 74 цифровых телевизионных передатчика;
- три аналоговых телевизионных передатчика;
- десять аналоговых радиовещательных передатчиков;
- 74 приемных земных спутниковых станций;
- передающую земную спутниковую станцию[33].

## Награды
14 октября 2017 года в день 55-летия телерадиовещания в регионе Радиотелецентр Республики Мордовия стал лауреатом регионального конкурса «Лучшие товары Мордовии» в номинации «Услуги для населения» за распространение и оказание услуг по предоставлению телевизионного и радиовещательного сигнала.
В 2020 году Радиотелецентр Республики Мордовия победил в региональном этапе и занял третье место во всероссийском этапе конкурса «Российская организация высокой социальной эффективности — 2019» в номинации «За лучшие условия работникам с семейными обязанностями в организациях непроизводственной сферы».